# 1000 km di Brands Hatch
La 1000 km di Brands Hatch fu una gara automobilistica di durata facente parte del Campionato mondiale sportprototipi per svariati anni dal 1967 sino al 1989.  Originariamente di sei ore, disputata sotto il nome di BOAC 500, venne estesa a 1000 km sotto differenti sponsorizzazioni.

## Vincitori
| Anno                | Piloti                                   | Team                             | Auto                         |
| distanza 500 Miglia | distanza 500 Miglia                      | distanza 500 Miglia              | distanza 500 Miglia          |
| ------------------- | ---------------------------------------- | -------------------------------- | ---------------------------- |
| 1966                | David Piper Bob Bondurant                | The Chequered Bandiera           | AC Cobra                     |
| durata 6 Ore        |                                          |                                  |                              |
| 1967                | Mike Spence Phil Hill                    | Chaparral Cars Inc.              | Chaparral 2F-Chevrolet       |
| 1968                | Brian Redman Jacky Ickx                  | J.W. Automotive Engineering Ltd. | Ford GT40 Mk.I               |
| 1969                | Brian Redman Jo Siffert                  | Porsche System Engineering       | Porsche 908/02               |
| distanza 1000 km    |                                          |                                  |                              |
| 1970                | Pedro Rodríguez Leo Kinnunen             | J.W. Automotive Engineering Ltd. | Porsche 917K                 |
| 1971                | Andrea De Adamich Henri Pescarolo        | Autodelta SpA                    | Alfa Romeo T33/3             |
| 1972                | Mario Andretti Jacky Ickx                | SpA Ferrari SEFAC                | Ferrari 312 PB               |
| 1974                | Jean-Pierre Beltoise Jean-Pierre Jarier  | Equipe Gitanes                   | Matra-SIMCA MS670C           |
| durata 6 Ore        |                                          |                                  |                              |
| 1977                | Jacky Ickx Jochen Mass                   | Martini Racing                   | Porsche 935/77               |
| 1979                | Reinhold Joest Volkert Merl              | Joest Racing                     | Porsche 908/3 Turbo          |
| 1980                | Riccardo Patrese Walter Röhrl            | Lancia Corse                     | Lancia Beta Montecarlo Turbo |
| distanza 1000 km    |                                          |                                  |                              |
| 1981                | Guy Edwards Emilio de Villota            | Team Lola                        | Lola T600-Ford Cosworth      |
| 1982                | Jacky Ickx Derek Bell                    | Rothmans Porsche                 | Porsche 956                  |
| 1983                | Derek Warwick John Fitzpatrick           | JDavid Porsche                   | Porsche 956                  |
| 1984                | Jonathan Palmer Jan Lammers              | Canon Racing/GTi Engineering     | Porsche 956                  |
| 1985                | Hans-Joachim Stuck Derek Bell            | Rothmans Porsche                 | Porsche 962C                 |
| 1986                | Mauro Baldi Bob Wollek                   | Liqui Moly Equipe                | Porsche 956                  |
| 1987                | Raul Boesel John Nielsen                 | Silk Cut Jaguar                  | Jaguar XJR-8                 |
| 1988                | Andy Wallace Martin Brundle John Nielsen | Silk Cut Jaguar                  | Jaguar XJR-9                 |
| distanza 480 km     |                                          |                                  |                              |
| 1989                | Mauro Baldi Kenny Acheson                | Team Sauber Mercedes             | Sauber C9-Mercedes           |